# Themistokli Gërmenji
Themistokli Gërmenji (ur. w styczniu 1871 w Korczy, zm. 7 listopada 1917 w Salonikach) – albański polityk i działacz narodowy.

## Dzieciństwo
Pochodził z rodziny prawosławnej, był najmłodszym z trzech synów Athanasa (Thanasa) i Katariny. Z powodów ekonomicznych Athanas Gërmenji przeniósł się do Egiptu, a następnie do Bukaresztu i Stambułu, ale jego żona z trójką dzieci pozostała w Korczy. Themistokli uczył się początkowo w Korczy, a w 1892 wyjechał do Rumunii w poszukiwaniu pracy.

## Działalność niepodległościowa
W 1892 Gërmenji osiedlił się w Bukareszcie, gdzie nawiązał kontakty z albańskimi działaczami narodowymi. Z Bukaresztu przeniósł się do Monastiru, gdzie wspólnie z bratem Telemakiem otworzył Hotel Liria, stanowiący centrum ruchu narodowego w tym mieście. W 1908 uczestniczył aktywnie w przygotowaniach do kongresu albańskich działaczy narodowych w Monastirze, który zajął się opracowaniem jednolitego alfabetu dla języka albańskiego. Szukając poparcia dla albańskich działań niepodległościowych, Gërmenji w 1911 podróżował do Włoch i Grecji. W Grecji został uznany za persona non grata, kiedy sprzeciwił się aspiracjom greckim do południowej Albanii. W tym samym roku zorganizował oddział powstańczy, który prowadził działalność partyzancką przeciwko armii osmańskiej w rejonie Gjirokastry i Sarandy. Wzięty do niewoli, trafił do więzienia w Janinie, skąd wkrótce został zwolniony. W czasie I wojny bałkańskiej dowodził oddziałem, walczącym w obronie Korczy przed oddziałami greckich nacjonalistów. Po utworzeniu rządu Ismaila Qemala objął stanowisko podprefekta w Skraparze, a następnie szefa policji w Korczy. W kwietniu 1914 oddział albański, dowodzony przez Germenjego i dwóch oficerów holenderskich Shnellena i Doormana odzyskał miasto z rąk greckich. Po zajęciu Korczy przez wojska greckie w 1915 wyemigrował do Sofii, gdzie wspólnie z Kristo Dako wydawał pismo Biblioteka Zëri i Shqipërisë. W 1916 pojawił się w Pogradcu, okupowanym przez wojska austro-węgierskie, aby szukać poparcia dla sprawy albańskiej. W październiku 1916, kiedy do Korczy wkroczyły oddziały francuskie zdecydował się na podjęcie z nimi bliskiej współpracy.

## Autonomiczna Albańska Republika Korczy
Pierwsze spotkanie Gërmenjiego z oficerami armii francuskiej miało miejsce 24 listopada, kilka dni przed wkroczeniem Francuzów do miasta. Francuzi zdecydowali się powołać w mieście komisję, złożoną z przedstawicieli miejscowej ludności, na czele której stanął Gërmenji. Dowódca wojska francuskich pułkownik Henry Descoins podpisał protokół, powołujący do życia obszar autonomiczny na terenie obejmującym Korczę, Billisht, Kolonja, Opar i Gorę. Władze administracyjną na wyznaczonym terenie miała sprawować komisja złożona z 14 członków (7 chrześcijan i 7 muzułmanów). Za zgodą gen. Maurice Sarraila, 10 grudnia 1916 powstała Autonomiczna Albańska Republika Korczy, a Gërmenji otrzymał stanowisko prefekta. Władzę na obszarze Republiki mieli sprawować Albańczycy, a bezpieczeństwo miały zapewniać jednostki armii francuskiej. Nowe władze zaczęły organizować siły policyjne i żandarmerię, a także system pocztowy. Dzięki wysiłkom Gërmenjiego na obszarze autonomicznym powstała sieć szkół albańskich.
Za udział w zdobyciu Pogradeca przez batalion francuski, operujący z Korczy, Gërmenji został odznaczony Croix de guerre. Był on jednym z pierwszych, którzy wkroczyli do miasta, na czele ochotników albańskich.

## Proces i śmierć
Pod koniec 1917 Gërmenji oskarżony przez władze francuskie o współpracę z państwami centralnymi stanął przed sądem wojskowym. Jedynym świadkiem oskarżenia był Demir Hasan, współpracujący z francuskim kontrwywiadem, który oświadczył, że prefekt Korczy utrzymuje regularne kontakty z przedstawicielami państw centralnych. Oskarżony nie przyznał się do winy. 7 listopada 1917 sąd skazał go na karę śmierci, wyrok wykonano dwa dni później przez rozstrzelanie. Według świadków ostatnie słowa, jakie wypowiedział Gërmenji brzmiały: Niech żyje Albania! Niech żyje Francja !. Etienne Augris tłumaczy decyzję francuską w sprawie Gërmenjego naciskami strony greckiej. Wbrew jego życzeniu, władze francuskie nie zgodziły się na przewiezienie zwłok do Korczy i Gërmenji spoczął na cmentarzu Zeitenlik w Salonikach. W 1933 dokonano ekshumacji i ciało Germenjego spoczęło w Korczy. W 1998 władze francuskie oczyściły Gërmenjego ze stawianych mu zarzutów, a ambasador Francji w Albanii złożył kwiaty na jego grobie.

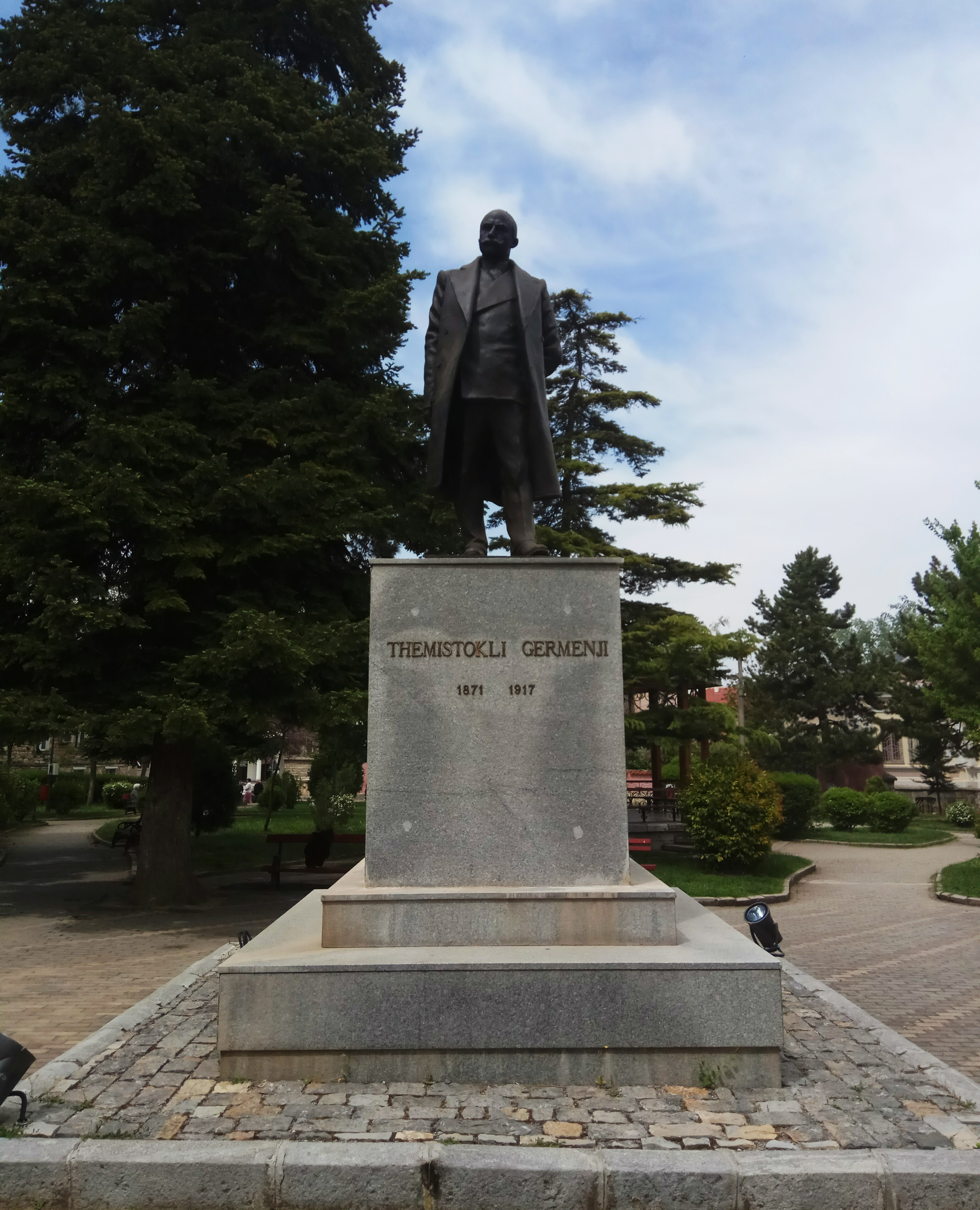
Pomnik Gërmenjego w Korczy

## Pamięć
10 grudnia 1932 na głównym placu Korczy odsłonięto pomnik Themistokli Gërmenjiego wykonany z brązu, dłuta Odhise Paskaliego. Jego imię nosi liceum w Korczy i jedna z ulic Tirany.